# Hiroshi Katayama
Hiroshi Katayama (Prefectura de Tòquio, Japó, 28 de maig de 1940) és un futbolista japonès retirat que va disputar 38 partits amb la selecció japonesa.